# Тракторне (Василівський район)
Тра́кторне — село в Україні, у Роздольській сільській громаді Василівського району Запорізької області. Населення становить 278 осіб. До 2017 року орган місцевого самоврядування — Високівська сільська рада.

## Географія
Село Тракторне розташоване за 86 км від обласного центру та 30 км від районного центру. Сусідні села: Смиренівка (0,5 км) та Високе. (2,5 км). Поруч пролягає автошлях міжнародного значення М18E105 (Харків — Сімферополь).

## Населення

### Мова
Розподіл населення за рідною мовою за даними перепису 2001 року:
| Мова       | Кількість | Відсоток |
| ---------- | --------- | -------- |
| українська | 227       | 81.66%   |
| російська  | 51        | 18.34%   |
| Усього     | 278       | 100%     |

## Історія
1810 рік вважається датою заснування як села Лейтергаузен.
У 1945 році перейменоване в село Тракторне.
12 червня 2020 року, відповідно до розпорядження Кабінету Міністрів України № 713-р «Про визначення адміністративних центрів та затвердження територій територіальних громад Запорізької області», село увійшло до складу Роздольської сільської громади.
19 липня 2020 року, в результаті адміністративно-територіальної реформи та ліквідації Михайлівського району, село увійшло до складу Василівського району.
22 червня 2023 року рішенням Національної комісії зі стандартів державної мови віднесено до списку населених пунктів, які «можуть не відповідати лексичним нормам української мови», зокрема стосуватися «російської імперської чи колоніальної політики». Громаді рекомендовано обґрунтувати доцільність збереження поточної назви або запропонувати нову назву в установленому законодавством порядку.